# Ravenea robustior
Ravenea robustior là loài thực vật có hoa thuộc họ Arecaceae. Loài này được Jum. & H.Perrier miêu tả khoa học đầu tiên năm 1913.